# Ramsey (Angleterre)
Pour les articles homonymes, voir Ramsey.
Ramsey  est une petite ville et une paroisse civile du Cambridgeshire, en Angleterre. Elle est située dans le nord-ouest du comté, à une quinzaine de kilomètres au nord de la ville de Huntingdon. Administrativement, elle relève du district du Huntingdonshire, qui formait un comté indépendant jusqu'en 1974. Au recensement de 2011, elle comptait 8 479 habitants.
La ville s'est développée au Moyen Âge autour de l'abbaye de Ramsey, un monastère bénédictin.